# Pranoterapija
Pranic healing je način dela s prano, ki ga je razvil duhovni učitelj Choa Kok Sui, in ki se oglašuje kot zdravilna bioenergijska metoda. Slovenski praktiki običajno imena pranic healing (pranično zdravljenje) ne prevajajo v slovenščino.

## Osnovne značilnosti pranic healinga
Metoda pranic healinga naj bi temeljila na uporabi duhovne »energije«, ki se imenuje prana.  Joie P. Jones pranic healing označuje za vrsto »subtilne energije«. Pranic healing naj bi po njenem mnenju vseboval tri ključne vidike: blagoslov s priklicem duhovnih mojstrov in vodnikov, preverjanje aure klienta in zaznavanje anomalij, nato pa zdravilec čisti auro in čakre in vanje dovede svežo prano. Pranic healing pri svojih protokolih uporablja predvsem enajst glavnih čaker. Poleg klasičnih indijskih čaker (korenska, spolna, solarni pleksus, srčna, grlena, obrvna ali adžna in kronska čakra) je Choa Kok Sui v svoj sistem uvrstil še vranično čakro, čakro meng mein (v mandarinski kitajščini: ming men), popkovno čakro ter čelno čakro ali lalato, ki je po njegovem nauku pravo tretje oko. Pri pranic healingu naj bi bilo vedno najprej potrebno očistiti umazano prano in šele nato dovajati svežo prano, pri tem pa se uporablja tudi posodo z vodo, v katero se shranjuje umazana prana. Že v osnovnem pranic healingu se poučuje tim. »Meditacijo dveh src«, ki vsebuje meditiranje na srčno in kronsko čakro, meditacija pa vključuje tudi blagoslavljanje planeta Zemlje in živih bitij na njej, molitev Sv. Frančiška Asiškega, ki v pranic healingu velja za »notranjo alkimijo«, in uporabo manter  Om ali Amen. Pri tej meditaciji naj bi vedno najprej aktivirali srčno čakro na sredini prsnega koša in šele nato kronsko čakro na vrhu glave. 
Na napredni stopnji pranic healing vključuje še »zdravljenje« teh čaker z barvami Po trditvah Choe Kok Suija naj bi vsaka barva prane imela različne učinke na zdravljenje- zelo svetli odtenki rdeče naj bi se uporabljali za krepitev, segrevanje in obnavljanje, zelena prana pa naj bi npr. čistila umazano prano. Na tretji stopnji pranic healing vsebuje tudi pranično psihoterapijo, kjer naj bi bilo mogočr uporabiti terapijo čaker za izboljšanje duševnega počutja, na tej stopnji pa se poučuje tudi kako naj bi domnevno odstranjevali entitete kot so negativne miselne forme in elementali. Pranic healing na še naprednejši stopnji vključuje tudi zdravljenje s kristali. Kristali naj bi bili primerni za koncentriranje prane, za vrskavanje prane in za projekciranje prane in naj bi se jih dalo »programirati«. V sistem pranic healinga spadata tudi zaščita pred psihičnimi (paranormalnimi) napadi ter oblikovanje obraza in telesa s pomočjo prane.

## Kritike in raziskave pranic healinga
Čeprav se pri zagovornikih pranic healinga pojavljajo zbirke pričevanj o ozdravitvah in nekatere alternativne raziskave, je Ernest Edzard, ki je kritik domnevnih alternativnih zdravljenj, opozoril, da zagovornikom pranic healinga ne smemo verjeti brez dokazov. Edzard je v največji medicinski zbirki podatkov na svetu, imenovani Medline, našel zgolj štiri strokovne članke, ki so omenjali pranic healing, vendar pa v nobenem od navedenih člankov ni bilo navedenega dokaza, da je z njim tudi res možno zdraviti bolne ljudi ali z njim oblikovati obraze (tim. facelift) ali telesa. Joe P. Jones iz Oddelka za radiološke znanosti Univerze v Kaliforniji je po drugi strani naredila laboratorijsko testiranje vpliva pranic healinga na celice HeLa po njihovem obsevanju. Laboratorijski pogoji so bili usklajeni tako, da je po obsevanju v štriindvajsetih urah preživelo le 50% celic HeLa, v kontrolni skupini brez obsevanja pa 100% celic. Jonesova je preko več let naredila testiranje na 320 vzorcih celic HeLa. Ti vzorci so »prejeli« zdravljenje s pranic healingom. Pri 38 vzorcih pranic healing ni dal nobenega rezultata, v 282 primerih pa so bili rezultati ugodni. Če so vzorci prejemali pranic healing po obsevanju, je preživelo okrog 70% celic, če so vzorci prejemali pranic healing pred obsevanjem, je preživelo okrog 80% celic, če pa so vzorci prejeli pranic healing pred in po obsevanju, je preživelo malo nad 90% celic. Prav tako je skupinsko izvajanje pranic healinga dalo boljše rezultate. Da bi v primeru pranic healinga lahko govorili o alternativni zdravilni metodi, bi potrebovali še več neodvisnih raziskav te metode.

## Pranic healing v Sloveniji
Sistematična izobraževanja na področju pranic healinga je v Slovenijo pripeljal Jure Jeraj. Redna izobraževanja potekajo od leta 2017 dalje.